# Vương Xương Linh
Vương Xương Linh (chữ Hán: 王昌齡, ? - khoảng 756), tự là Thiếu Bá (少伯); là nhà thơ Trung Quốc thời Thịnh Đường. Ông làm nhiều thơ hay, được người đời gọi là Thi thiên tử , là Thi gia phu tử Vương Giang Ninh.

## Tiểu sử
Vương Xương Linh là người Kinh Triệu, Trường An (nay thuộc tỉnh Thiểm Tây, Trung Quốc).
Năm 727 thời Đường Huyền Tông, ông thi đỗ Tiến sĩ.
Bảy năm sau (734), ông lại đỗ khoa Bác học hoành từ, lần lượt trải chức: Bí thư sảnh, Hiệu thư lang, huyện úy huyện Dĩ Thủy .
Năm 740, vì phạm lỗi ông bị giáng làm Giang Ninh thừa . Rồi vì những vụn vặt, ông lại giáng làm Long Tiêu úy .
Cuối năm 755, tướng An Lộc Sơn dấy binh chống triều đình. Sau đó, Vương Xương Linh trở về làng thì bị viên Thứ sử ở địa phương tên là Lư Khâu Hiển giết chết vì tư thù  khoảng năm 756.

## Tác phẩm
Số thơ của Vương Xương Linh để lại hiện còn hơn 180 bài, một nửa là tuyệt cú.
Ngoài ra, theo thiên "Nghệ văn chí" trong Tân Đường thư (Sử nhà Đường bộ mới), thì ông còn viết sách lý luận có nhan đề là Thi cách (Khuôn phép của thơ, gồm 2 quyển) và Thi trung mật chỉ (Ý sâu kín của thơ, gồm 1 quyển); nhưng nay chỉ còn quyển Thi cách do người đời Minh chép, nhưng có người nghi là sách giả, không phải nguyên bản .

## Sự nghiệp văn chương
Sở trường Vương Xương Linh là thơ thất ngôn tuyệt cú, được sánh ngang với Lý Bạch về thể thất tuyệt, nhất là thơ về đề tài biên tái .
Trong số thơ còn lại của ông, hai chủ đề tương đối tập trung: một là nói lên nỗi sầu ly biệt, nhớ quê hương của những kẻ chiến chinh ngoài biên ải; hai là tả cuộc sống của người phụ nữ nhìn từ những góc độ khác nhau. Hai loại thơ này chiếm một số lượng tương đối lớn, và có nhiều tác phẩm thành công.
Trong mảng thơ biên tái, Vương Xương Linh không tả thực cuộc sống chinh chiến và phong cảnh nơi địa đầu như Sầm Than, mà ông có tài khắc họa hoạt động tư tưởng, tình cảm, và đi sâu vào thế giới nội tâm của nhân vật. Về đề tài này, nổi bật có: "Tòng quân hành" (Bài hành tòng quân), "Xuất tái" (Ra biên ải), "Tái hạ khúc" (Khúc hát dưới ải)...Lời thơ cả ba bài vừa hàm súc, khẳng khái, vừa man mác buồn.
Trong mảng thơ tả cuộc đời phụ nữ, dưới ngòi bút của ông, thiếu nữ hay thiếu phụ đều là người dịu dàng, tình tứ; hoặc trong trắng ngây thơ. Như các bài: "Việt nữ" (Gái Việt), "Thái liên khúc" (Khúc hái sen), "Hoán sa nữ" (Người giặt lụa),...Bên cạnh đó, ông còn làm thơ nói về nỗi oán của người phụ nữ, một số bài nổi tiếng như: "Khuê oán" (Nỗi oán trong phòng khuê), "Trường Tín oán" (Nỗi oán trong cung Trường Tín), "Tây cung xuân oán" (Nỗi oán xuân ở Tây cung), "Tây cung thu oán" (Nỗi oán thu ở Tây cung),...
Ngoài ra, ông còn có một số bài thơ tiễn biệt, thơ gửi gắm tình cảm đối với bạn bè cũng khá hay, như bài: "Biệt Đổng Đại" (Tiễn biệt Đổng Đại), "Phù Dung lâu tống Tân Tiệm" (Trên lầu phù dung tiễn Tân Tiệm),...

## Giới thiệu thơ
Giới thiệu ba trong số bài thơ tiêu biểu của Vương Xương Linh.
| 1. 'Tòng quân hành Phiên âm Hán-Việt: Phong hỏa thành tây Bách Xích lâu, Hoàng hôn độc tọa hải phong thu. Cánh xuy Khương địch "Quan san nguyệt", Vô ná kim khuê vạn lý sầu! Dịch nghĩa: Bài hành tòng quân Trên lầu Phong hỏa, phía tây thành cao hàng trăm thước, Trời thu, gió bể, một mình ngồi dưới bóng hoàng hôn. Sáo rợ Khương lại khéo vi vu khúc "Quan san nguyệt" Khách phòng khuê ở ngoài muôn dặm dạ sầu ra sao? 2. Tây cung thu oán Phiên âm Hán-Việt: Phù dung bất cập mỹ nhân trang, Thủy điện phong lai châu thúy hương. Khước hận hàm tình yểm thu phiến, Không huyền minh nguyệt đãi quân vương Dịch nghĩa: Nỗi oán mùa thu ở Tây cung Hoa sen không bằng vẻ điểm trang của người đẹp, Từ thủy điện, gió đưa lại mùi thơm ngọc ngà. Giận nỗi đêm thu lạnh, vẫn phải cầm quạt che mặt, Ngồi đợi quân vương dưới ánh trăng suông. | 3.Tái hạ khúc Phiên âm Hán-Việt: Ẩm mã độ thu thủy Thủy hàn phong tự đao Bình sa nhật vị một Ảm ảm kiến Lâm Thao Tích nhật Trường thành chiến Hàm ngôn ý khí cao Hoàng trần túc kim cổ Bạch cốt loạn bồng cao. Dịch nghĩa: Khúc hát dưới cửa ải Ngựa uống nước, lội qua dòng sông thu, Nước lạnh, gió như dao cắt. Trên bãi cát phẳng, mặt trời chưa lặn, Lờ mờ còn thấy Lâm Thao. Trong trận Trường thành ngày trước, Ai cũng nói là khí quân rất hăng. Bụi vàng đầy rẫy từ xưa đến giờ, Bao xương trắng còn lẫn lộn trong đám tranh, sậy! |

## Sách tham khảo chính
- Sở nghiên cứu văn học thuộc Viện Khoa học xã hội Trung Quốc biên soạn (1993), Lịch sử văn học Trung Quốc (Tập II), Bản dịch do Nhà xuất bản Giáo dục Việt Nam ấn hành, 1993.
- Dịch Quân Tả, Văn học sử Trung Quốc (Quyển I, GS. Huỳnh Minh Đức dịch). Nhà xuất bản Trẻ, 1992.
- Nguyễn Hiến Lê (1997), Đại cương văn học Trung Quốc (trọn bộ). Nhà xuất bản Trẻ.
- Trần Đình Sử, mục từ "Vương Xương Linh" trong Từ điển văn học (bộ mới). Nhà xuất bản Thế giới, 2004.
- Nhiều người dịch, Thơ Đường (Tập I). Nhà xuất bản văn học, 1987.